# Stanislav Gorb

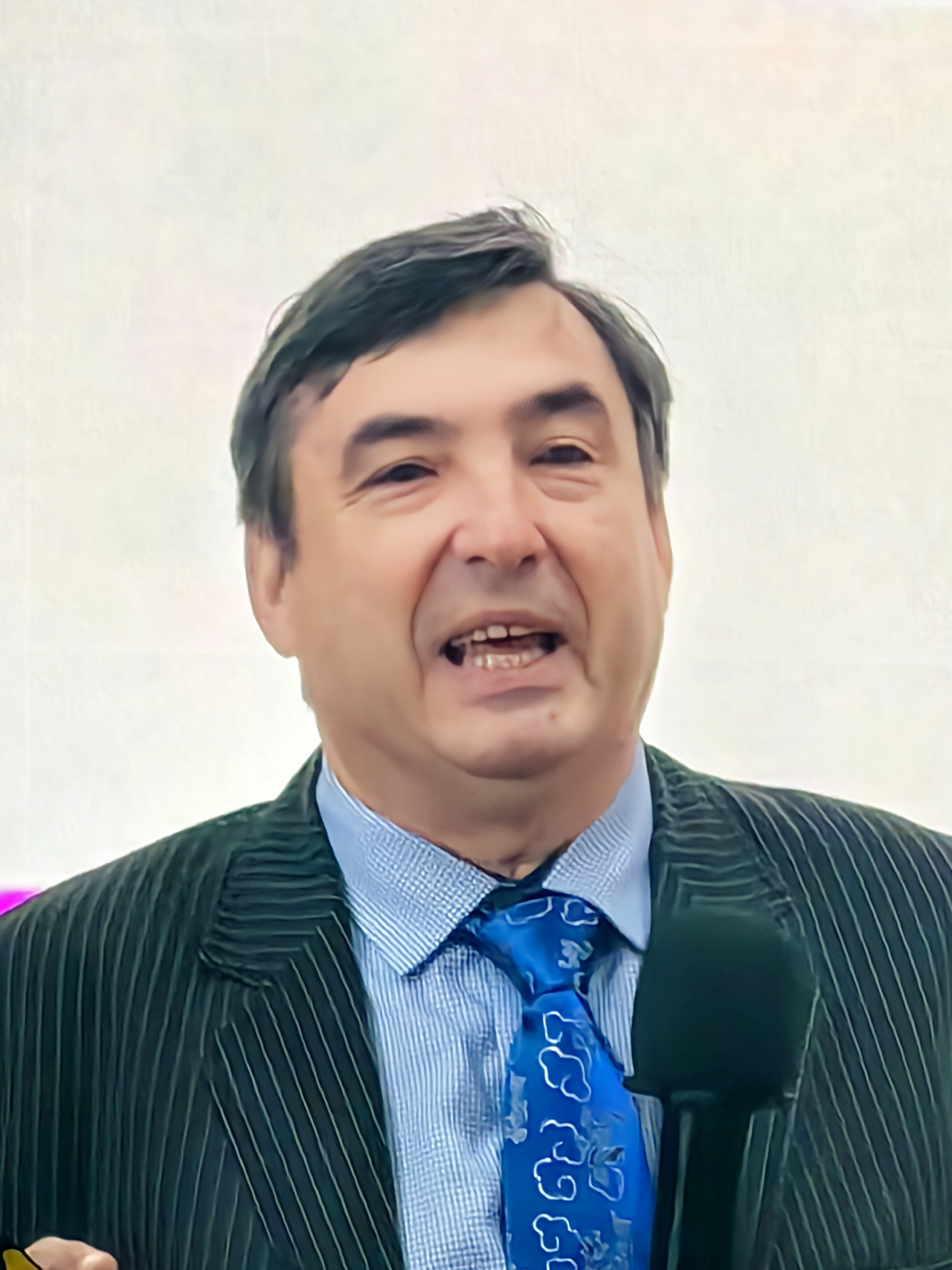
Stanislav Gorb (2024)

Stanislav Gorb (ukrainisch Станіслав Миколайович Горб/ Stanislaw Mykolaiowytsch Horb; * 19. Juni 1965 in Oleksijiwka, Ukrainische SSR) ist ein in Deutschland tätiger, ukrainischer Biologe, Zoologe und Hochschullehrer.

## Wissenschaftliche Laufbahn
Stanislav Gorb schloss 1989 sein Studium der Biologie an der Universität in Kiew mit dem Master ab. 1991 erhielt er sein PhD in Entomologie am Institut für Zoologie der Nationalen Akademie der Wissenschaften in Kiew. Von 1994 bis 1998 war er Post-Doktorand am Institut für Zoologie der Universität Wien und am Max-Planck-Institut für Entwicklungsbiologie in Tübingen. Danach war er bis 1999 wissenschaftlicher Assistent am Institut für Spezielle Zoologie und Evolutionsbiologie der Friedrich-Schiller-Universität in Jena. Zwischen 1999 und 2002 arbeitete er als Gruppenleiter („Biologische Mikrotribologie“ Gruppe) am Max-Planck-Institut für Entwicklungsbiologie in Tübingen. 2002 habilitierte Stanislav Gorb im Fach Entomologie. Zwischen 2002 und 2008 war er Gruppenleiter der Gruppe "Evolutionäre Biomaterialien" am damaligen Stuttgarter Max-Planck-Institut für Metallforschung. 2006 wurde er Mitglied im Exzellenzcluster „Ozean der Zukunft“. 2008 wurde er Professor für Zoologie am Zoologischen Institut der Christian-Albrechts-Universität zu Kiel.

## Ehrungen und Auszeichnungen
- 1995 Schloessmann Preis, Biologie und Materialwissenschaften, Deutschland
- 1996–1997 Preis des Präsidenten der Ukraine für junge Wissenschaftler, Ukraine
- 1998 Chicago Zoological Society Award, USA
- 2005 Wissenschaftspreis: Forschung zwischen Grundlagen und Anwendungen des Stifterverbands für die Deutsche Wissenschaft, Deutschland
- 2011 Wahl zum Mitglied der Leopoldina[2]
- 2011 International Forum Design Gold Award (Kategorie Materialien)
- 2011 Materialica „Best of“ Award, Deutschland
- 2011 Transfer-Award of Schleswig-Holstein, Deutschland[1]
- 2018 Karl-Ritter-von-Frisch-Medaille
- 2021 Eine Libelle aus Brasilien (Heteragrion gorbi) wurde nach ihm benannt[3]

## Forschungsinteressen
- Biologische Anschlüsse
- Funktionelle Morphologie und Biomechanik
- Evolution von Struktur und Funktionen
- Verhalten von Arthropoden (insbesondere Aufgaben von Kommunikationssystemen)
- Tier-Pflanzen Wechselwirkungen[1]

## Ausgewählte Publikationen
- Kovalev, A. E., Filippov, A. E., and Gorb, S. N. (2013) Insect wet steps: loss of fluid from insect feet adhering to a substrate. J.R.Soc. Interface, doi:10.1098/rsif.2012.0639.
- Creton, C. and Gorb, S.N. (2007) Sticky feet: from animals to materials. MRS Bulletin 32: 466-468.
- Gorb, S.N., and Fischer, M.S. (2000) Three-dimensional analysis of the arrangement and length distribution of fascicles in the triceps muscle of Galea musteloides (Rodentia, Cavimorpha). Zoomorphology 120: 91-97.[4]